# Maria Pardos
Maria Pardos Ferreira Lage (Espanha, 1866 - 1928), mais conhecida como Maria Pardos, foi uma pintora brasileira.  
Foi parte de um grupo de pioneiras na arte brasileira no início do século XX, que no ambiente fundamentalmente masculino da Escola de Belas Artes buscou reconhecimento por sua pintura. Foi aluna de Rodolfo Amoedo, contemporânea como discípula dele de Regina Veiga, Nina Felício dos Santos e Irene Ribeiro França.
Abandonou a carreira artística após 1918.

## Obras
São destaque em sua carreira obras como a pintura naturalista Sem Pão, onde retrata a interação entre um homem idoso e um menino num contexto de fome, pela qual recebeu a medalha de bronze, na Exposição Geral de Belas Artes, em 1914. No mesmo ano apresentou: Jardineiro, Capataz, Espanhola e Aniversário.
Em 1916, pintou Jornaleiro, possivelmente realizado três anos antes, em que retrata o trabalho infantil.

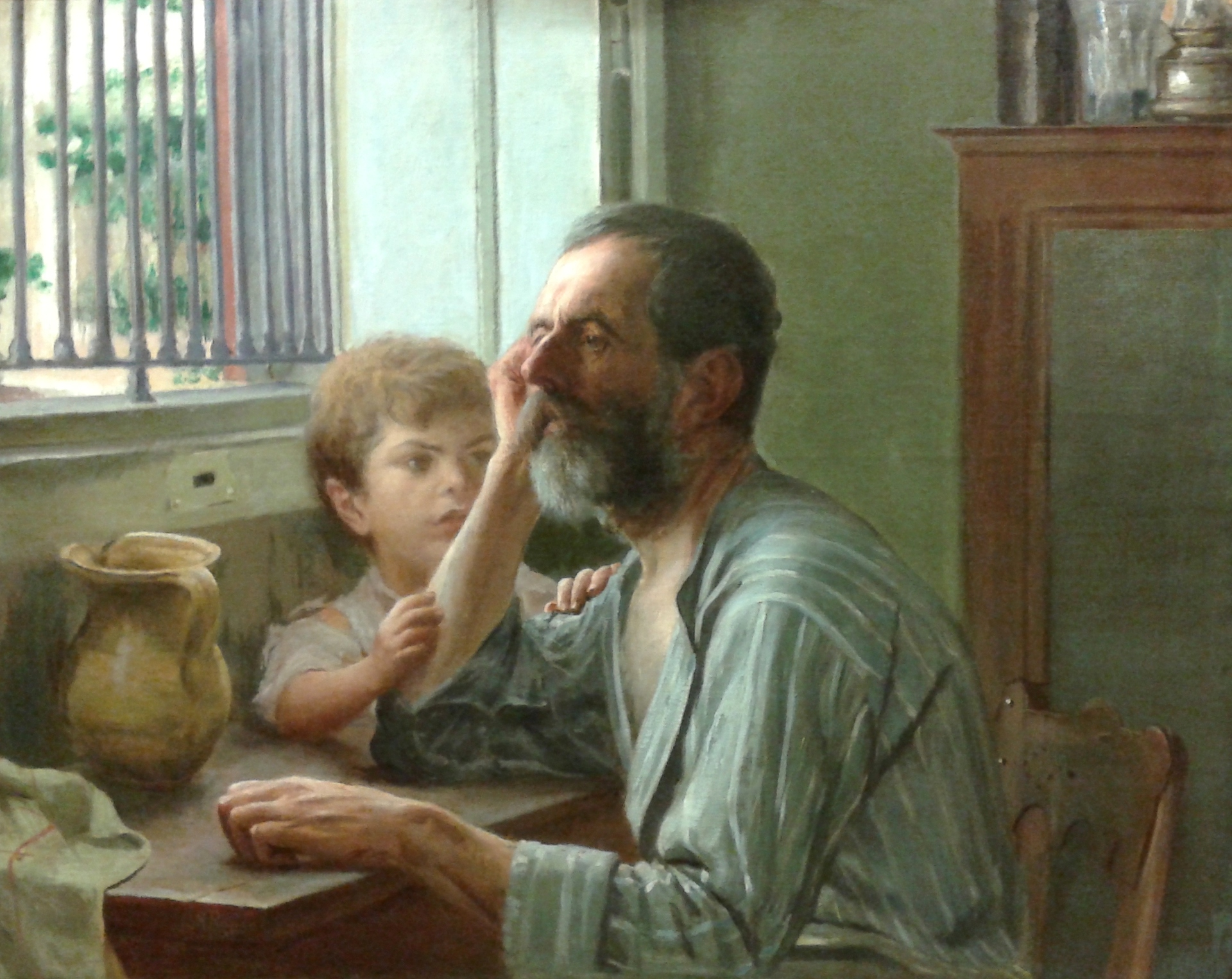
Sem pão
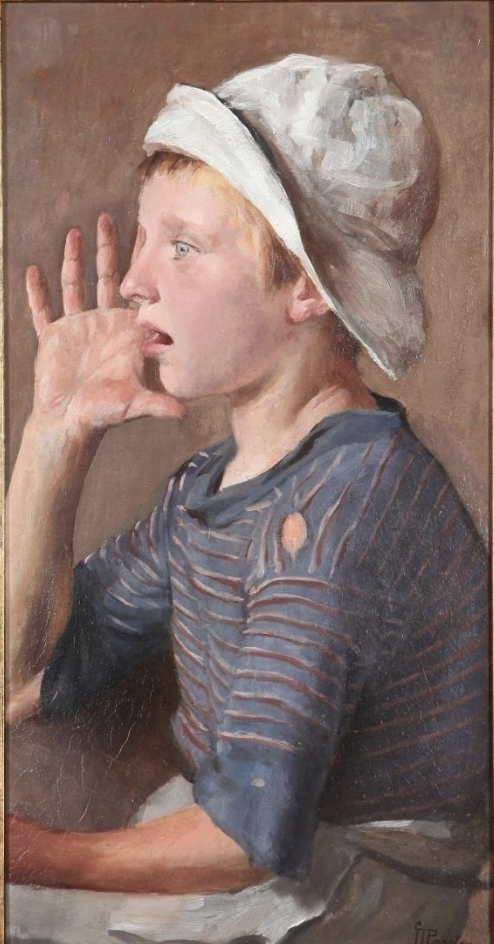
Jornaleiro

## Exposições
Seus trabalhos foram expostos em:

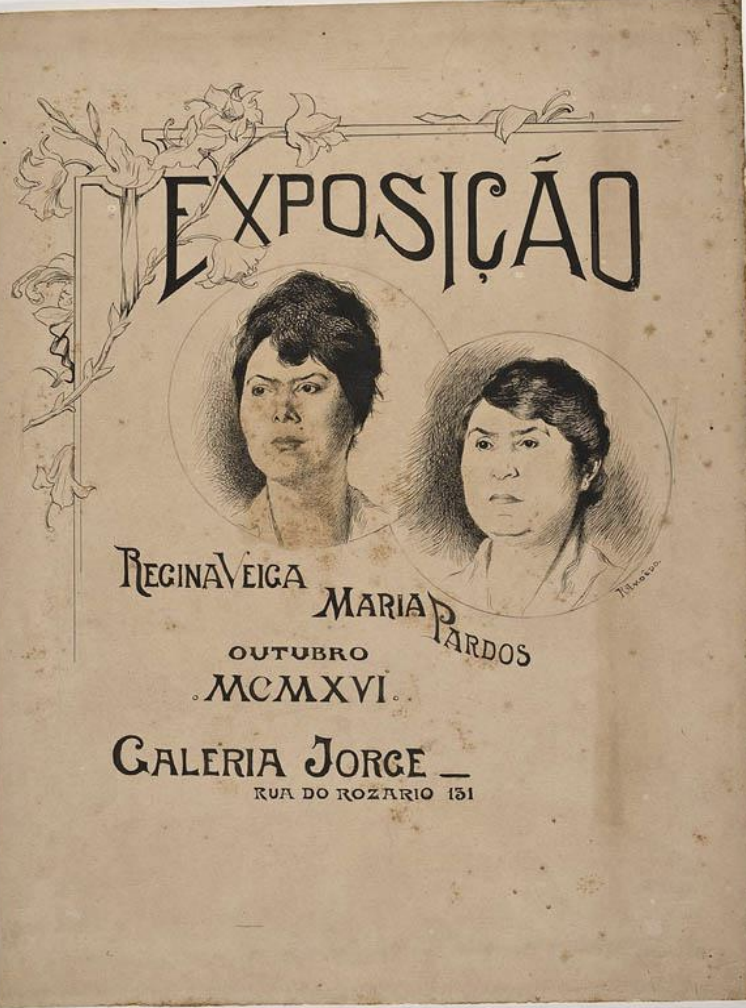
Croqui da capa da Exposição Regina Veiga e Maria Pardos, feita por Rodolfo Amoedo, em 1916

* 20ª Exposição Geral de Belas Artes, 1913, menção honrosa de primeiro grau
* 21ª Exposição Geral de Belas Artes,1914, medalha de bronze
* 22ª Exposição Geral de Belas Artes,1915, pequena medalha de prata
* 23ª Exposição Geral de Belas Artes, 1916
* 24ª Exposição Geral de Belas Artes, 1917
* 25ª Exposição Geral de Belas Artes, 1918, prêmio em dinheiro de 500$000
Teve uma exposição com Regina Veiga em 1916, na Galeria Jorge.

## Homenagem
Tem uma sala dedicada a sua trajetória artística no Museu Mariano Procópio.

## Vida pessoal
Mudou-se da Espanha para o Brasil em 1891. Foi possivelmente bailarina antes de seguir uma carreira como pintora, vindo ao Brasil com uma companhia europeia de dança.
Foi cônjuge de Alfredo Ferreira Lage, numa relação sem casamento oficializado.